# FK Vrbas
El FK Vrbas (en serbio: ФК Врбас) fue un equipo de fútbol de Serbia que jugó en la Segunda Liga de Yugoslavia, la segunda división de Yugoslavia.

## Historia
Fue fundado el 27 de agosto de 1969 en el pueblo de Vrbas en Vojvodina luego de la fusión de los equipos OFK Vrbas y FK Kombinat. En su primera temporada es campeón de la cuarta división y asciende a la Liga de Vojvodina. Luego de dus subcampeonatos de liga tiene opción de ascender a la segunda división pero pierde ante el Dinamo Pančevo, y en la temporada 1973–74 por fin logra el ascenso a la Segunda Liga de Yugoslavia. Pasó en la segunda división entre 1974 y 1976 antes de descender a la Liga de Vojvodina. El club gana la Liga de Vojvodina en 1976–77, pero desciende inmediatamente de la Segunda Liga en 1978. Vuelve a lograr el ascenso a la segunda liga en la temporada de 1979, donde estuvo las siguientes dos temporadas antes de volver a descender en 1981. El FK Vrbas regresa a la segunda liga en 1983 y su estancia fue por cuatro temporadas hasta descender en la temporada de 1987.
Tras la disolución de Yugoslavia, el FK Vrbas jugó en la Segunda Liga de Yugoslavia en la temporada 1991–92. Continuó participando en la Segunda Liga en 1992–93, pero descendió a la Liga Serbia Norte. Después, el club se mantuvo cinco temporadas consecutivas en la tercera división antes de ser promovido a la Segunda Liga en 1998. Jugó los siguientes seis años en la Segunda Liga, hasta que descendió en la temporada 2003–04. Luego de dos temporadas consecutivas en la Liga Srpska de Vojvodina, el club desciende a la Liga Vojvodina Oeste en 2006. Tras el descenso del club a la quinta división por primera vez en su historia, el FK Vrbas eventualmente desaparece el 30 de julio de 2007 por decisión de la junta directiva del club por problemas financieros. Simultáneamente, se anunció la formación de un nuevo club, el OFK Vrbas, quien competiría en la Vrbas-Bečej-Titel Intermunicipal League, la sexta división nacional.

## Palmarés
- Liga de Vojvodina: 5

1972–73, 1973–74, 1976–77, 1978–79, 1982–83
- Novi Sad-Syrmia Zone League: 1

1969–70

## Jugadores

### Jugadores destacados
| - Goran Kartalija | - Radoslav Batak | - Vojin Lazarević |

## Entrenadores
| Periodo   | Nombre              |
| --------- | ------------------- |
| 1969–1971 | Đorđe Bjelogrlić    |
| 1971–1975 | Joakim Vislavski    |
| 1975      | Vojin Lazarević     |
| 1976      | Joakim Vislavski    |
| 1976–1977 | Dušan Drašković     |
| 1977–1978 | Radivoje Ognjanović |
| 1978–1980 | Ilija Tojagić       |
| 1980      | Dragan Bojović      |
| 1981–1982 | Joakim Vislavski    |
| 1982–1985 | Slobodan Zečević    |
| 1985–1986 | Dušan Drašković     |
| 1986      | Slobodan Zečević    |
| 1987      | Joakim Vislavski    |
| 1987–1988 | Jovan Kovrlija      |
| 1988–1989 | Milorad Sekulović   |

| Periodo   | Nombre            |
| --------- | ----------------- |
| 1989–1990 | Vojin Čolaković   |
| 1990      | Momčilo Raičević  |
| 1990–1991 | Joakim Vislavski  |
| 1992      | Radosav Perišić   |
| 1992      | Milorad Sekulović |
| 1993      | Momčilo Raičević  |
| 1993–1994 | Ilija Tojagić     |
| 1994      | Boško Đorđević    |
| 1995      | Dragan Škorić     |
| 1995–1996 | Dragan Vraneš     |
| 1996      | Joakim Vislavski  |
| 1996–1997 | Milorad Sekulović |
| 1997      | Zoran Đurović     |
| 1998      | Milovan Mitić     |
| 1998–2000 | Nikola Rakojević  |

| Periodo   | Nombre            |
| --------- | ----------------- |
| 2000–2001 | Milan Kovrlija    |
| 2001–2002 | Željko Račić      |
| 2002      | Zvonko Ivezić     |
| 2002      | Zoran Golubović   |
| 2003      | Milan Jocović     |
| 2003      | Puniša Mehmedović |
| 2003      | Zoran Đurović     |
| 2004      | Radovan Drinčić   |
| 2004      | Risto Pavić       |
| 2005      | Ljubiša Aleksić   |
| 2005      | Zoran Vujinović   |
| 2005      | Radovan Drinčić   |
| 2006      | Željko Račić      |
| 2006      | Risto Pavić       |
| 2007      | Mićan Šumić       |